# Dactylopusia koreana
Dactylopusia koreana is een eenoogkreeftjessoort uit de familie van de Dactylopusiidae. De wetenschappelijke naam van de soort is voor het eerst geldig gepubliceerd in 1997 door Chang & Song.